# 傅松齡
傅松齡（1854年—1907年），字伯貞，号留仙，河南省歸德府鹿邑縣人，清朝政治人物、同進士出身。先后知四川省蓬縣、巴縣、涪州，卒于任。

## 生平
光緒八年（1882年）壬午科舉人。
光緒十六年至二十二年（1890年-1896年），應鹿邑知縣于滄澜之邀修縣志，測繪製得《鹿邑縣全圖》，并附有記錄日出日落晝夜昏旦的節气時刻表。
光緒二十四年（1898年）戊戌科三甲125名進士。同年五月，著交吏部掣签分发各省，以知县即用。
光緒二十九年到三十一年（1903年-1905年）任四川巴縣知縣時，測繪《巴縣城鄉全圖》。

## 家庭
- 父：傅汝冀，咸丰八年（1858年）戊午科舉人。

## 著作
《留仙詩集》、《佩弦斋雑記》 。